# Ting inc.
Ting Inc. es un operador de red virtual móvil y proveedor de servicios de Internet estadounidense fundado por Tucows en 2012. Estaba formado por Ting Mobile, un operador de red virtual móvil, y Ting Internet, un proveedor de servicios de Internet que ofrece Internet de fibra gigabit. En agosto de 2020, Ting Mobile se vendió a Dish Wireless. En la actualidad, Tucows continúa brindando el software de habilitación para Ting Mobile (a través de Wavelo) y continúa operando Ting Internet de manera independiente.

## Ting Móvil
Ting Mobile es un operador de red virtual móvil estadounidense propiedad de Dish Wireless. Originalmente establecida en febrero de 2012 por Tucows, Ting brinda servicio celular en los Estados Unidos usando la red T-Mobile, mientras que algunas cuentas protegidas usan la red Verizon. El servicio se vende sin contrato con facturación basada en el uso que ajusta el costo del servicio dentro de los niveles según el uso real del cliente.
En agosto de 2020, Dish Network adquirió activos clave de Ting Mobile. Como parte del acuerdo, Tucows actuará como proveedor de servicios backend para los negocios inalámbricos de Dish Network.
A partir de febrero de 2022, la calificación de Ting Mobile de Better Business Bureau es F.

## Modelo de negocio
El modelo de negocio celular de Ting no subsidia las ventas de teléfonos ni requiere contratos más allá de mes a mes. El precio está en niveles de datos separados, todos los cuales ofrecen voz y texto ilimitados.
Ting admite dispositivos que se ejecutan en las redes celulares de Sprint (CDMA), T-Mobile (GSM) y Verizon (CDMA), según las frecuencias del dispositivo. Los dispositivos se pueden comprar a través del sitio web de Ting o de otros vendedores. Luego, el cliente ingresa el número de serie electrónico del dispositivo en el sitio web de Ting para activar el dispositivo. Ting proporciona un verificador de dispositivos para informar qué nivel de compatibilidad tendrá el dispositivo en sus redes CDMA y GSM.

## Historia
La compañía primero anunció soporte para dispositivos que funcionaban en Sprint o sus subsidiarias. Luego se lanzó una versión beta pública el 6 de diciembre de 2011, que ofrece soporte oficial para siete teléfonos inteligentes de la marca Sprint; el anuncio también incluyó enlaces a una lista sustancial de otros dispositivos compatibles y una nueva área de discusión para los usuarios que intentan activarlos. Ting Mobile se lanzó oficialmente en febrero de 2012.
El 9 de diciembre de 2014, Ting Mobile anunció que los servicios GSM se lanzarán en febrero de 2015 utilizando "un importante proveedor de red de EE. UU.", siendo la red T-Mobile. Los clientes de Ting pueden tener teléfonos en cualquier red dentro de la misma cuenta. El servicio GSM permite que la mayoría de los teléfonos celulares de EE. UU. se lleven a Ting. El 24 de febrero de 2015, Ting Mobile ofreció acceso beta público a su red GSM y el producto oficial se lanzó unos meses después. A partir de marzo de 2017, el servicio cuenta con aproximadamente 250.000 suscriptores.
El 10 de julio de 2019, Ting Mobile anunció que no renovará su acuerdo de red con T-Mobile después del 19 de diciembre de 2019, citando incertidumbres sobre su fusión propuesta con Sprint y se asociará con Verizon. Ting ha renovado su acuerdo de red con Sprint por un año más hasta septiembre de 2020. Ting anunció más tarde que habían llegado a un acuerdo que les permitiría continuar ofreciendo el servicio de T-Mobile durante al menos tres años después de diciembre de 2019.
El 3 de agosto de 2020, los activos clave de Ting Mobile fueron adquiridos por Dish Network Corporation, que está en proceso de lanzar un operador inalámbrico nacional. Este operador utilizará activos prepagos (incluido Boost Mobile) vendidos por Sprint como condición de su fusión de 2020 con T-Mobile (que también incluye un acuerdo para el uso de su red durante siete años). Como parte del acuerdo, Dish también subcontratará a Tucows los servicios backend (incluidos el suministro y la facturación) para su negocio inalámbrico. La venta no incluye la marca Ting ni la división Ting Internet; Dish recibirá una licencia de transición de dos años para la marca Ting, pero tendrá la opción de adquirirla en una fecha posterior.

## Ting Internet
Ting Internet es un proveedor de servicios de Internet estadounidense. El 15 de diciembre de 2014, Ting anunció que compraría Blue Ridge Internetworks de Charlottesville, Virginia, que ya estaba construyendo Internet de fibra. Comenzaron a ofrecer Internet de fibra gigabit simétrica sin límites de ancho de banda. Desde que expandió la red de fibra existente en Charlottesville, Ting también lanzó un servicio similar en otros 11 mercados. A partir de abril de 2022, atienden las siguientes áreas:
- Charlottesville, Virginia
- Fullerton, California
- Solana Playa, California
- Centennial, Colorado
- Gran Sandpoint, Idaho
- Westminster, Maryland
- Fuquay-Varina, Carolina del Norte
- Holly Primaveras, Carolina del Norte
- Rolesville, Carolina del Norte
- Despierta Bosque, Carolina del Norte
- Encinitas, California
- Culver Ciudad, California

Los futuros planes de expansión de Ting incluyen Roaring Fork, Colorado.
En mayo de 2016, Ting Internet lanzó la opción Traiga su propio enrutador, que permite a los clientes usar el terminal de red óptica de Ting sin costo adicional, mientras lo vincula con su propio enrutador de terceros.